# Antarchaea uncifera
Antarchaea uncifera är en fjärilsart som beskrevs av George Francis Hampson 1896. Antarchaea uncifera ingår i släktet Antarchaea och familjen nattflyn. Inga underarter finns listade i Catalogue of Life.